# Больше-Тесьминское водохранилище
Больше-Тесьминское водохранилище (также Большое Тесьминское, Больше-Тесменское водохранилище) — водохранилище на реке Тесьма (Большая Тесьма), на северо-восточной окраине Златоуста.

## География
Водохранилище расположено на северо-восточной окраине Златоуста. Западный берег — низкий, заболоченный, в зарослях ольхи и берёзы, восточный — высокий (южные отроги хребта Малый Таганай), покрыт сосновым лесом.

## Характеристики
Водохранилище руслового типа, сезонного регулирования, создано в 1961—1965 гг, реконструировано в 2004—2006 г. Является источником водоснабжения для Северного района Златоуста.
Длина плотины 550 м, ширина по гребню 5 м. Нормальный подпорный уровень (НПУ) 468,5 м над уровнем моря, уровень мёртвого объёма (УМО) 455,5 м. Полный объём воды 7,6 млн. м³, полезный — 6,75 млн. м³. Производственная мощность водозабора составляет 30,24 тыс. м³/сут, фактический расход воды 29,8 тыс. м³/сут. Полезная водоотдача 10,73 млн. м³ в год. Площадь зеркала при НПУ 0,88 км².

## Данные водного реестра
По данным государственного водного реестра России Больше-Тесьминское водохранилище относится к Камскому бассейновому округу, бассейну реки Кама, речной подбассейн — река Белая, водохозяйственный участок — река Ай. Код объекта в государственном водном реестре — 10010201021499000000160. Имеет также второй код — 10010201021499000000130, с названием Больше-Тесменское водохранилище.